# André Luiz Barretto Silva Lima
André Luiz Barretto Silva Lima (Río de Janeiro, Brasil, 3 de mayo de 1985), más conocido como André Lima, es un exfutbolista brasileño. Jugaba de delantero y su último club fue el Austin Bold de la USL Championship.

## Clubes
Actualizado a fin de carrera deportiva el 1 de diciembre de 2020.
| Club                | País           | Año         |
| ------------------- | -------------- | ----------- |
| Vasco da Gama       | Brasil         | 2004        |
| Germinal Beerschot  | Bélgica        | 2005        |
| Madureira           | Brasil         | 2006        |
| Sampaio Corrêa      | Brasil         | 2006        |
| Botafogo            | Brasil         | 2007        |
| Hertha BSC          | Alemania       | 2007 - 2010 |
| São Paulo (cedido)  | Brasil         | 2008 - 2009 |
| Botafogo (cedido)   | Brasil         | 2009        |
| Fluminense (cedido) | Brasil         | 2010        |
| Fluminense          | Brasil         | 2010        |
| Grêmio (cedido)     | Brasil         | 2010        |
| Grêmio              | Brasil         | 2011 - 2013 |
| Beijing Guoan       | China          | 2013 - 2014 |
| Vitória (cedido)    | Brasil         | 2013 - 2014 |
| Avaí                | Brasil         | 2015        |
| Atlético Paranaense | Brasil         | 2016        |
| Vitória             | Brasil         | 2017 - 2018 |
| Austin Bold FC      | Estados Unidos | 2019 - 2020 |